# Tteokguk
Le tteokguk (hangeul : 떡국 ; RR : tteokguk ; MR : ttŏkkuk), également appelé byeongtang (hangeul : 병탕 ; hanja : 餠湯 ; RR : byeongtang ; MR : pyŏngt'ang) est un plat coréen traditionnel, consommé lors des fêtes du Nouvel An coréen (seollal).
Il s'agit d'une soupe (hangeul : 국 ; RR : guk ; MR : kuk) dans laquelle se trouvent des tranches fines de tteok (hangeul : 떡 ; RR : tteok ; MR : ttŏk) cuites dans du bouillon de bœuf clarifié. Des ingrédients supplémentaires sont généralement ajoutés, dont de fines tranches d'œufs cuits, de la viande marinée, des mandu et des algues séchées pour assaisonner.
Il est d'usage de manger ce plat au Nouvel An parce qu'il est supposé garantir la chance de la personne qui en consomme tout au long de l'année à venir et lui apporter une année supplémentaire d'espérance de vie.
On retrouve un plat similaire en Chine, où les tranches de riz gluant sont appelées niangao.